# Province de Puerto Inca
La province de Puerto Inca (en espagnol : Provincia de Puerto Inca) est l'une des onze provinces de la région de Huánuco, dans le centre du Pérou. Son chef-lieu est la ville de Puerto Inca.

## Géographie
La province couvre une superficie de 9 913,94 km2. Elle est limitée au nord et à l'est par la région d'Ucayali, au sud par la région de Pasco, et à l'ouest par la province de Pachitea et la province de Leoncio Prado.

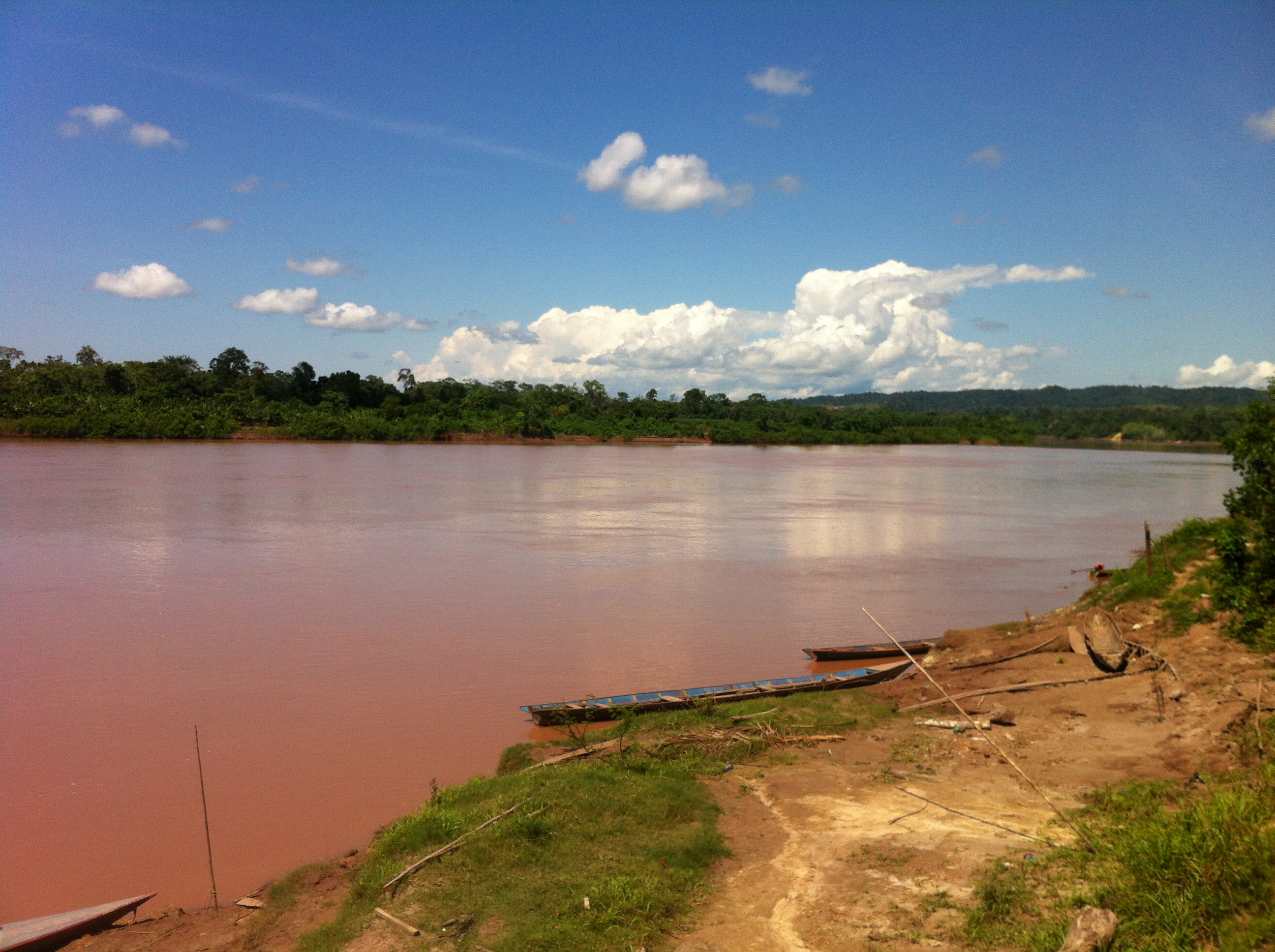
Rivière Pachitea près de Nueva Honoria, district d'Honoria

## Population
La population de la province s'élevait à 31 748 habitants en 2005.

## Subdivisions
La province est divisée en cinq districts :
- Codo del Pozuzo
- Honoria
- Puerto Inca
- Tournavista
- Yuyapichis